# Серпокрилка двокрапкова
Серпокрилка двокрапкова (Drepana binaria) — вид метеликів родини серпокрилок (Drepanidae).

## Поширення
Вид поширений на більшій частині Європи, крім крайньої півночі, та в Північній Африці. Присутній у фауні України. Мешкає в сухих або вологих змішаних широколистяних лісах, в алювіальних лісах, лісах у долинах річок та інших змішаних дубових лісах. Трапляється скрізь, де ростуть берези або дуби.

## Опис
Середній розмах крил 18-30 мм, черевце тонке. Передні крила помаранчево-коричневі з трьома вузькими жовтими фасціями (зовнішня слабка і іноді відсутня) з двома темними дисковими плямами між двома внутрішніми фасціями. Вершина переднього крила має гачкоподібну форму. Задні крила світло-помаранчеві, теж із трьома жовтими фасціями.

## Спосіб життя
Мають дві генерації, літають в травні-червні, потім знову в серпні. Личинка коричневого кольору з жовтим маркуванням з конічним хвостом. Живляться листям дуба, рідше бука, берези й вільхи.